# Affaire Victor Roussel
Pour les articles homonymes, voir Roussel.

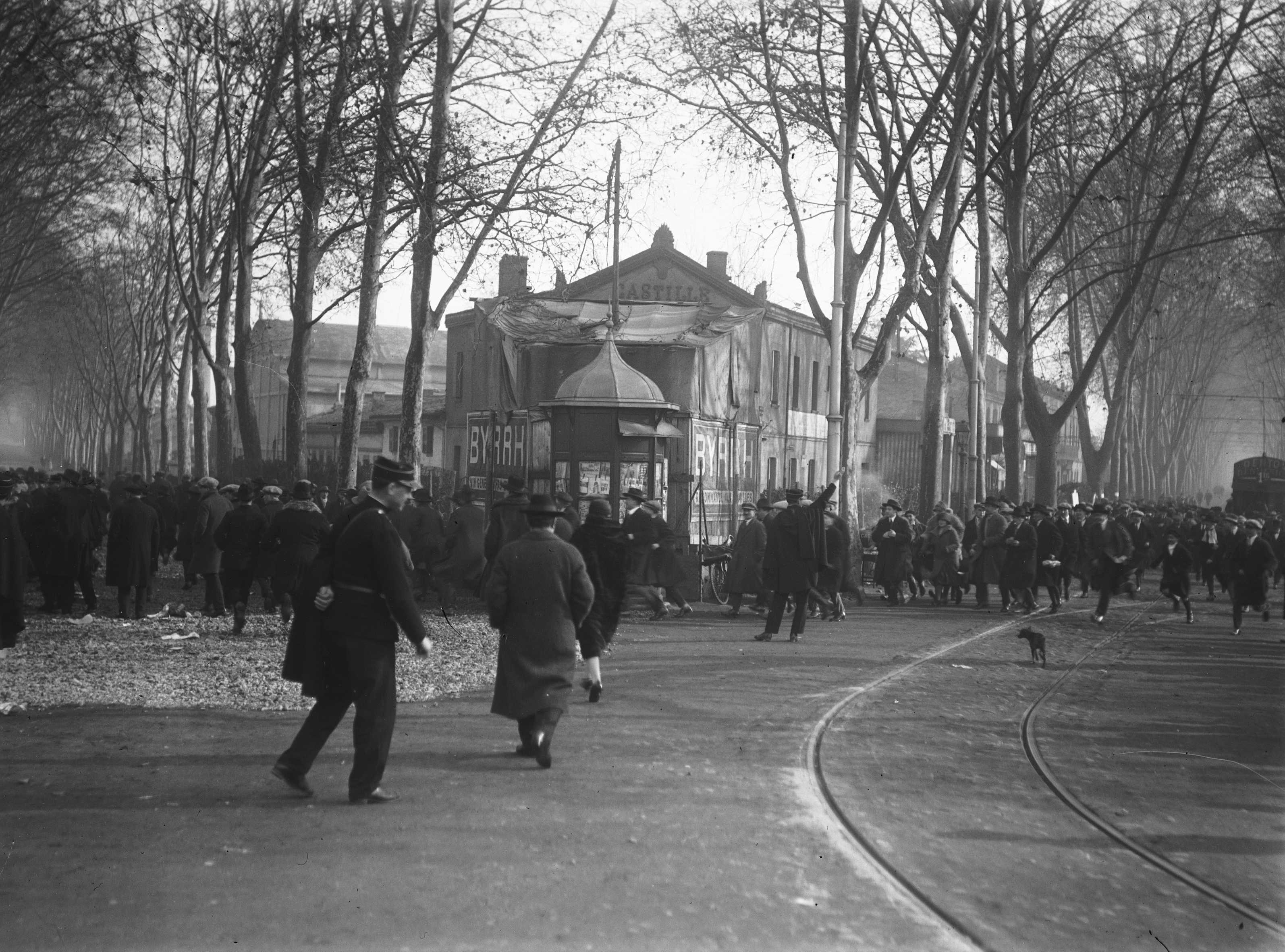
Manifestation contre la venue de Pierre Taittinger et Georges Scapini le 18 juin 1934 à Toulouse.

Victor Roussel, né Victor Cazier le 25 décembre 1878 à Broyes et mort le 20 juin 1934 à Toulouse, est un garçon de café blessé mortellement à coups de crosse de mousqueton à la suite d'une manifestation antifasciste.

## Biographie

### Famille et jeunesse
Victor Alexandre Cazier naît à Broyes, dans la Marne, en 1878, fils naturel de Virginie Laurence Cazier, domestique. Vers la fin de l'année 1881, sa mère se marie avec un Ariégeois, Jeannou Roussel, domestique à Sézanne, dont le petit garçon portera désormais le patronyme. La famille s'installe ensuite à Lavelanet.
En 1898, Victor Roussel, devenu garçon de café, réside à Ax-les-Thermes. À partir de 1905, il vit à Paris, puis à Compiègne et Amiens en 1908. En 1909, il travaille au café-concert Kursaal à Reims. Pendant la Première Guerre mondiale, il participe à plusieurs campagnes. Combattant en première ligne, il est blessé à trois reprises. Sa dernière blessure à la jambe le laisse infirme, ce qui l'oblige à changer de métier. Démobilisé en mars 1919, il se marie peu après à Lavelanet avec la veuve Maria Pauly, tisseuse,. Il exerce alors la profession de tisserand de draps.

### Mort
Victor Roussel travaille de nouveau comme garçon de café à Paris au milieu des années 1920. Après une période de chômage, il s'installe à Toulouse, le 1er juin 1934, et redevient garçon de café. Il réside 4, rue des Pénitents-Blancs.
Le 18 juin 1934, la Section française de l'Internationale ouvrière et l'Union des syndicats confédérés appellent à contre-manifester pour empêcher la tenue d'une réunion le soir-même de Pierre Taittinger, chef de la ligue des Jeunesses Patriotes, et du député Georges Scapini, à Toulouse,.

La manifestation dégénère en affrontements violents entre manifestants et gardes mobiles que la municipalité de Toulouse met en cause pour leur brutalité,. Les heurts font plus de deux cents blessés et Victor Roussel est violemment blessé à coups de crosse et de canon de fusil à proximité de son domicile,,. Il décède des suites de ses blessures le 20 juin 1934 après une « agonie atroce » selon L'Humanité,. Il avait 55 ans. Sa mort suscite l'émoi et l'indignation car le garçon de café était un « ancien combattant de la Grande Guerre, trois fois blessé » et qu'il fut agressé alors qu'il rentrait chez lui.

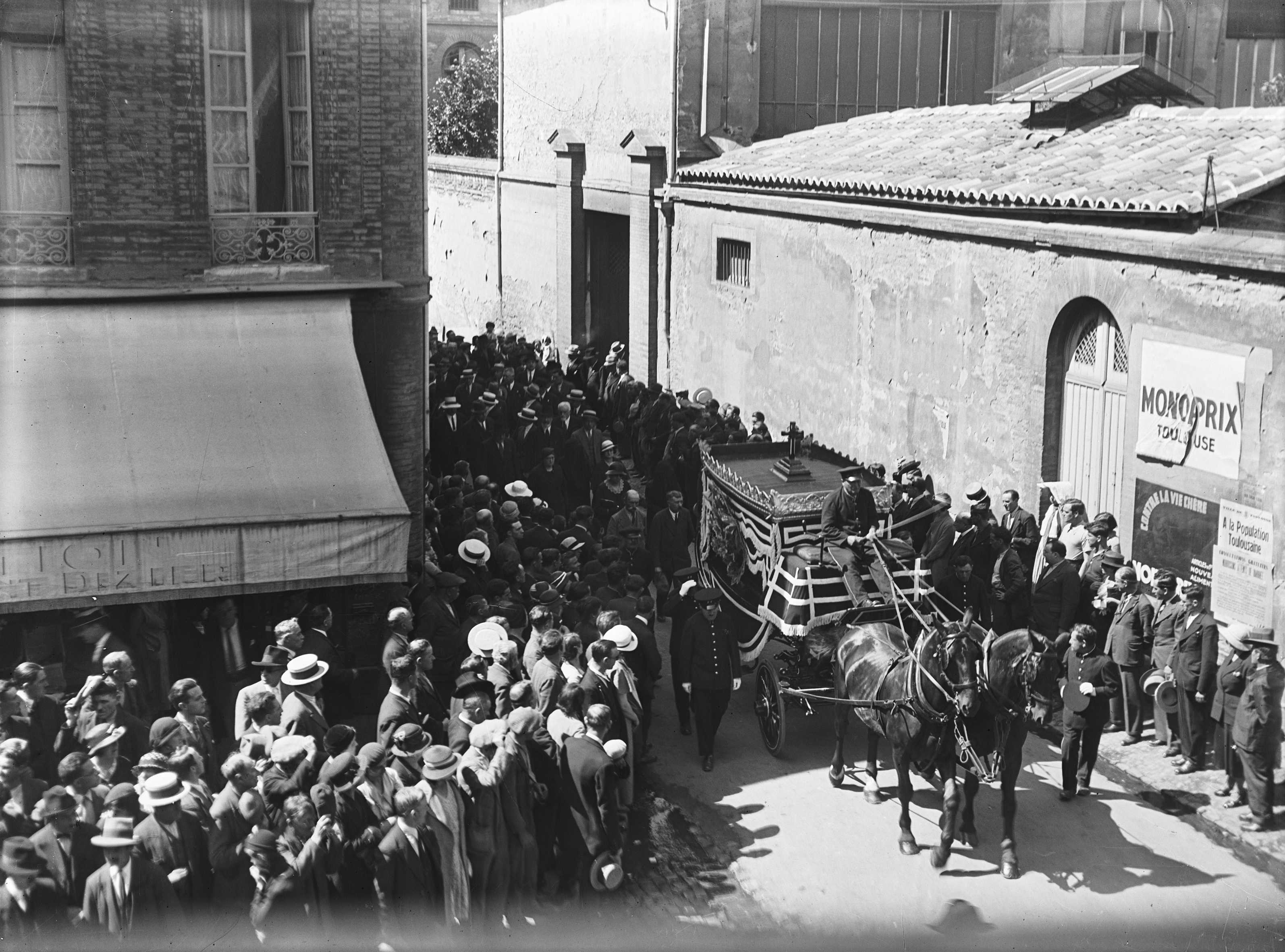
Obsèques de Victor Roussel le 22 juin 1934 à Toulouse.

Les obsèques sont célébrées le 22 juin 1934 et suivies par plusieurs milliers de personnes avec drapeaux et banderoles. Le maire Étienne Billières dénonce la « soldatesque déchaînée » qui a traité les Toulousains « comme les sujets d’une colonie conquise auxquels on voudrait inculquer à coups de crosse la notion de la liberté selon la conception fasciste ».
La mort de Victor Roussel intervient au même moment que le procès de Saint-Omer où sont jugés les Camelots du roi Eugène Fritsch et Jean Théry, inculpés pour le meurtre de l'ouvrier Joseph Fontaine décédé le 11 avril 1934.

## Archives
Les Archives municipales de Toulouse conservent des photographies numérisées sous les cotes 85Fi1367 à 85Fi1370 des obsèques de Victor Roussel et de la manifestation contre la réunion de Pierre Taittinger.